# Питомача
Питомача је насељено место и седиште општине у Вировитичко-подравској жупанији, Република Хрватска.

## Историја
Основана је 1710. године посебна католичка жупа у Питомачи. Први жупник је постао Ђуро Мужинић. Године 1785. у Питомачи је почела градња нове римокатоличке жупне цркве Св. Вида.
Правосавци Срби у Питомачи су чинили православну парохијску филијалу која је припадала 1905. године селу Мала Трешњевица. Тако је било још од 18. века, а у Трешњевици је "седео" православни парох па су то место Хрвати звали "Влашко Село".
Пред Други светски рат фудбалску клуб у Питомачи звао се СК "Томислав" (1940).
До територијалне реорганизације у Хрватској налазила се у саставу бивше велике општине Ђурђевац.

## Становништво
На попису становништва 2011. године, општина Питомача је имала 10.059 становника, од чега у самој Питомачи 5.646.

## Попис1991.
На попису становништва 1991. године, насељено место Питомача је имало 5.942 становника, следећег националног састава:
| Попис 1991.‍   | Попис 1991.‍  | Попис 1991.‍ | Попис 1991.‍ | Попис 1991.‍ |
| ------------- | ------------ | ----------- | ----------- | ----------- |
|               |              |             |             |             |
| Хрвати        | Хрвати       |             | 5.717       | 96,21%      |
| Срби          | Срби         |             | 30          | 0,50%       |
| Југословени   | Југословени  |             | 23          | 0,38%       |
| Роми          | Роми         |             | 16          | 0,26%       |
| Албанци       | Албанци      |             | 12          | 0,20%       |
| Муслимани     | Муслимани    |             | 10          | 0,16%       |
| Словенци      | Словенци     |             | 8           | 0,13%       |
| Мађари        | Мађари       |             | 6           | 0,10%       |
| Црногорци     | Црногорци    |             | 5           | 0,08%       |
| Македонци     | Македонци    |             | 4           | 0,06%       |
| Немци         | Немци        |             | 1           | 0,01%       |
| Руси          | Руси         |             | 1           | 0,01%       |
| Словаци       | Словаци      |             | 1           | 0,01%       |
| неопредељени  | неопредељени |             | 19          | 0,31%       |
| регион. опр.  | регион. опр. |             | 2           | 0,03%       |
| непознато     | непознато    |             | 87          | 1,46%       |
| укупно: 5.942 |              |             |             |             |